# أبو الوفاء البوزجاني
أَبُو اَلْوَفَاءْ مُحَمَّدْ بْنْ مُحَمَّدْ بِنْ يَحْيَى بْنْ إِسْمَاعِيلْ بْنْ اَلْعَبَّاسْ اَلْبُوزْجَانِي (328 هـ - 388 هـ / 940 - 998م) عالِم رياضيات مسلم من خراسان، وعالم فلك عمل في بغداد، ولد في مدينة بوزجان بخراسان سنة (328 هـ / 940م). بإقليم نيسابور. انتقل إلى بغداد عام 959 واستقر بها حتى وفاته (387 هـ / 998م، من أعظم رياضيي المسلمين، ومن الذين لهم فضل كبير في تقدم العلوم الرياضية. ولد في بوزجان، وهي بلدة صغيرة بين هراة ونيسابور، في مستهل رمضان سنة 328 هـ. قرأ على عمه المعروف بأبي عمرو المغازلي، وعلى خاله المعروف بأبي عبد الله محمد بن عنبسة، ما كان من العدديّات والحسابيات. ولما بلغ العشرين من العمر انتقل إلى بغداد حيث فاضت قريحته ولمع اسمه وظهر للناس إنتاجه في كتبه ورسائله وشروحه لمؤلفات إقليدس وديوفنطس والخوارزمي.وفي بغداد قدم أبو الوفاء سنة 370 هـ أبو حيان التوحيدي إلى الوزير ابن سعدان فباشر في داره مجالسه الشهيرة التي دوّن أحداثها في كتاب الإمتاع والمؤانسة وقدمه إلى أبي الوفاء. في بغداد قضى البوزجاني حياته في التأليف والرصد والتدريس. وقد انتخب ليكون أحد أعضاء المرصد الذي أنشأه شرف الدولة، في سراية، سنة 377 هـ. وكانت وفاته في 3 رجب 388 هـ على الأرجح. يعتبر أبو الوفاء أحد الأئمة المعدودين في الفلك والرياضيات، وله فيها مؤلفات قيمة، وكان من أشهر الذين برعوا في الهندسة، أما في الجبر فقد زاد على بحوث الخوارزمي زيادات تعتبر أساساً لعلاقة الجبر بالهندسة، وهو أول من وضع النسبة المثلثية (ظلّ) وهو أول من استعملها في حلول المسائل الرياضية، وأدخل البوزجاني القاطع وقاطع التمام، ووضع الجداول الرياضية للمماس، وأوجد طريقة جديدة لحساب جدول الجيب، وكانت جداوله دقيقة، حتى أن جيب زاوية 30 درجة كان صحيحاً إلى ثمانية أرقام عشرية، ووضع البوزجاني بعض المعادلات التي تتعلق بجيب زاويتين، وكشف بعض العلاقات بين الجيب والمماس والقاطع ونظائرها.وظهرت عبقرية البوزجاني في نواح أخرى كان لها الأثر الكبير في فن الرسم. فوضع كتاباً عنوانه (كتاب في عمل المسطرة والبركار والكونيا) ويقصد بالكونيا المثلث القائم الزاوية. وفي هذا الكتاب طرق خاصة مبتكرة لكيفية الرسم واستعمال الآلات كذلك.
أبصر البوزجاني النور في بوزجان سنة 940م، وتوفي في بغداد سنة 998م، وكان من ألمع علماء المسلمين الذين كان لبحوثهم ومؤلفاتهم الأثر الكبير في تقدم العلوم، ولا سيما الفلك ، والمثلثات، وأصول الرسم .

وفوق ذلك كله كان من الذين مهدوا لإيجاد الهندسة التحليلية بوضعه حلولاً هندسية لبعض المعادلات الجبرية العالية ... وقد سحرت بحوثه بعض العلماء الغربيين فراحوا يدعون محتويات كتبه لأنفسهم ...
للبوزجاني ميزة على سواه من العلماء المسلمين هي أنه وضع مؤلفات ورسائل في الرياضيات والفلك للخاصة والعامة أفاد منها العلماء المتخصصين من جهة، كما أفاد منها عامة الشعب، من جهة ثانية في أعمالهم وحياتهم اليومية . له أشعار بالعربية.

## حياته
وُلِد في بوزغان بخراسان الكبرى (في إيران اليوم). في سن 19 - في 959 م- انتقل إلى بغداد وظل هناك لمدة أربعين عامًا، وتوفي هناك في عام 998. كان معاصرًا للعلماء البارزين أبو سهل القحي والسجزي الذين كانوا في بغداد في ذلك الوقت وآخرين مثل أبو نصر بن عراق وأبو محمود خوجندي وكوشيار بن لبان والبيروني.

## الفلك

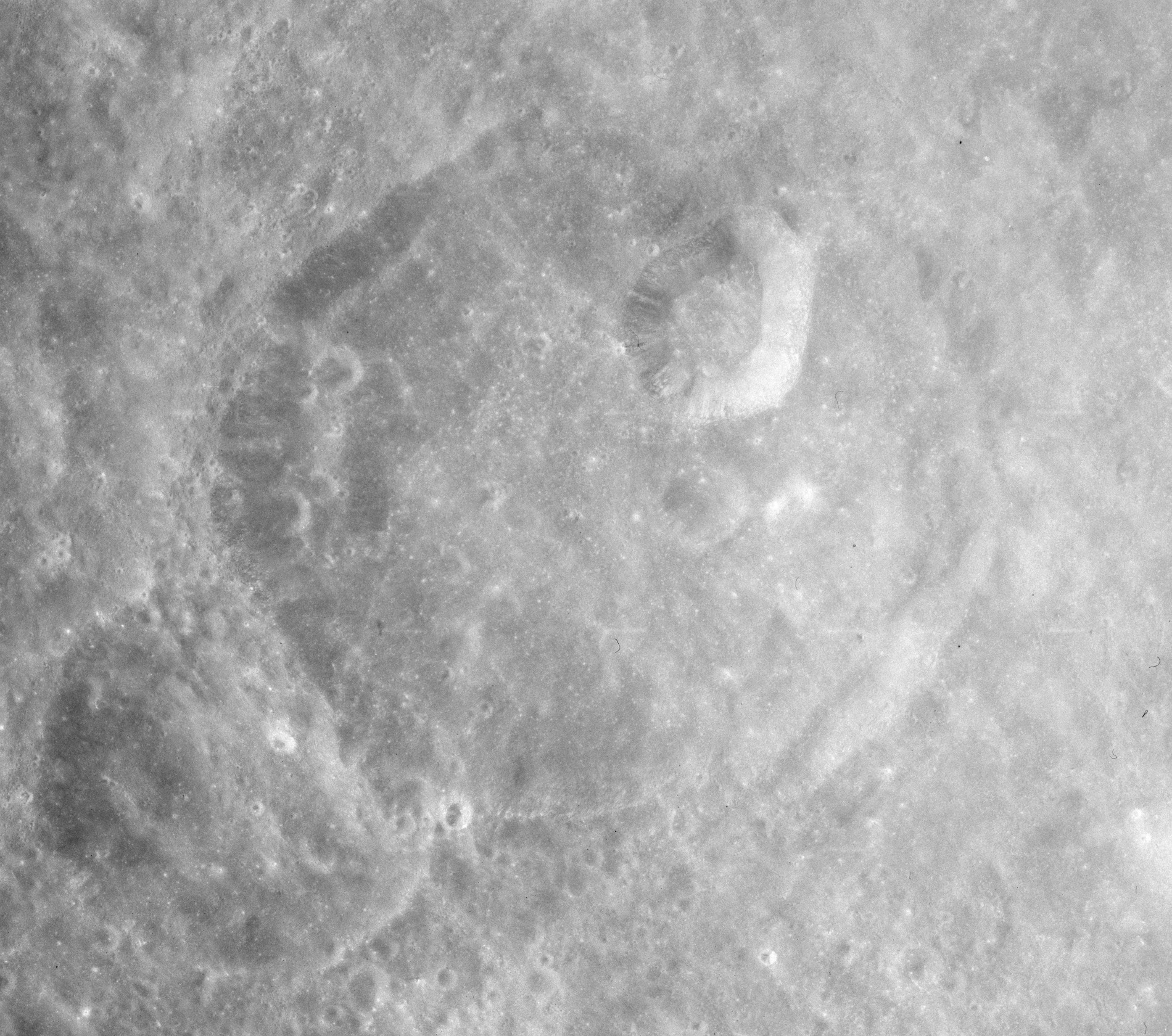
فوهة أبو الوفاء القمرية، سُميت تيمُنًا به.

كان أبو الوفاء أول من بنى الربع لمراقبة السماء. لقد قيل أنه تأثر بأعمال البتاني، حيث وصف البتاني أداة الربع في كتابه كتاب الزيج. ساعد استخدامه للماس على حل المشكلات التي تنطوي على مثلثات كروية قائمة الزاوية، وطور تقنية جديدة لحساب جداول الجيب، مما يسمح له ببناء جداول أكثر دقة من سابقيه.
في عام 997 ، شارك في تجربة لتحديد الفرق في التوقيت المحلي بين موقعه وموقع البيروني (الذي كان يعيش في كاث، وهو الآن جزء من أوزبكستان). كانت النتيجة قريبة جدًا من العمليات الحسابية الحالية، حيث تظهر فرقًا تقريبًا حوالي ساعة واحدة بين خطي الطول. من المعروف أيضًا أن أبو الوفا قد عمل مع أبي سهل القحي الذي كان صانعًا شهيرًا للأدوات الفلكية. في حين أن ما هو موجود من أعماله يفتقر إلى الابتكار النظري، فقد استخدم العديد من علماء الفلك في وقت لاحق -بما في ذلك البيروني- بياناته المتعلقة بالرصد.

### المجسطي
من بين أعماله في علم الفلك، لم تعد هناك سوى أطروحات السبعة الأولى من كتابه. يغطي العمل مواضيع عديدة في مجالات علم المثلثات الكروية ونظرية الكواكب وحلول لتحديد اتجاه القبلة.

## رحلته مع العلم
تعلم البوزجاني الرياضيات، عن عمه أبو عمر المغازلي، وخاله المعروف باسم أبي عبد الله محمد بن عنبة، كما درس الهندسة على أبي يحيى الماوردي، وأبي العلاء بن كرنيب. وفي سنة 348هـ/959 للميلاد ذهب إلى العراق وقد أمضى حياته في بغداد في التأليف والرصد والتدريس. وأصبح عضواً في المرصد الذي أنشأه شرف الدولة سنة 377هـ، عاش في بغداد كعالم رياضيات وفلك وتخصص في حساب المثلثات، وقد وصفه جورج سارتون بأنه من أعظم علماء الرياضيات في الإسلام.

## إسهاماته العلمية
كان أبو الوفاء من العلماء البارزين في الفلك والرياضيات. كما اعترف كثير من العلماء الغربيين بأنه من أشهر الذين برعوا في الهندسة. وترجع أهمية البوزجاني إلى إسهامه في تقدم علم حساب المثلثات، حيث يعترف كارادي فو بأن الخدمات التي قدمها أبو الوفاء لعلم المثلثات لا يمكن أن يجادل فيها، فبفضله أصبح هذا العلم أكثر بساطة ووضوحاً. فقد استعمل القاطع وقاطع التمام، وأوجد طريقة جديدة لحساب الجيب. كما أنه أول من أثبت القانون العام للجيوب في المثلثات الكروية.
أما في الهندسة، فقد كان أبو الوفاء عالماً عبقرياً، حيث عالج عدداً من المسائل بخبرة كبيرة.وفي الفلك حسب مواقع الأجرام الفلكية. وطور جهازاً لحساب درجة ميل الأجرام الفلكية.. :فهو أول من عرف  دالة الظل (المماس، "ظا"، tangent, "tan")[بحاجة لمصدر] وحسن طرق حساب جداول حساب المثلثات. وقد طور وسائل جديدة لحل مسائل المثلثات الكرّية أول من وضع التعريفات التالية في حساب المثلثات:
{\displaystyle \sin(a+b)=\sin(a)\cos(b)+\cos(a)\sin(b)}
{\displaystyle \cos(2a)=1-2\sin ^{2}(a)}
{\displaystyle \sin(2a)=2\sin(a)\cos(a)}
واكتشف صيغة الجيب (جا) للمثلثات الكروية (ويماثل قانون الجيوب):
{\displaystyle {\frac {\sin(A)}{\sin(a)}}={\frac {\sin(B)}{\sin(b)}}={\frac {\sin(C)}{\sin(c)}}}

## مؤلفاته
ترك البوزجاني مؤلفات قيمة منها:
- الزيج الشامل

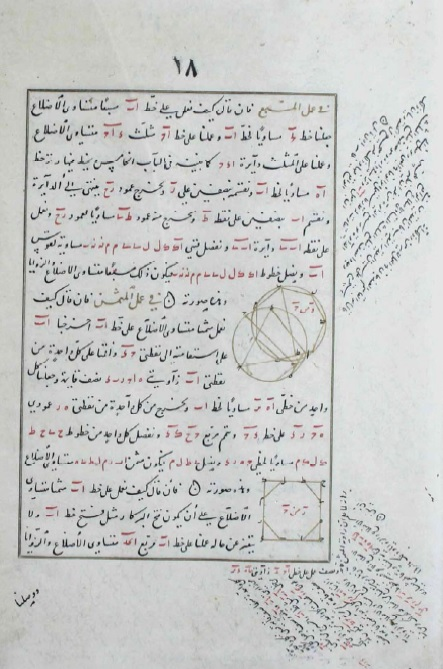
الصفحة 18 من كتاب فيما یحتاج إليه الصانع من أعمال الهندسة لأبي الوفاء البوزجاني

- كتاب الكامل وهو عبارة عن 3 مقالات الأولى فيما يجب معرفته قبل التعرض لحركة الكواكب والثانية في حركات الكواكب والثالثة في الأمور التي تعرض لحركات الكواكب
- كتاب فيما يحتاج إليه الكتاب والعمال من علم الحساب
- كتاب المجسطي وهو أشهر مؤلفاته وهو محفوظ في مكتبة باريس الوطنية
- كتاب فيما يحتاج إليه الصانع من أعمال الهندسة[10]، وقد استفاد في هذا الكتاب من مؤلفات إقليدس وأرشميدس وهيرون، وركز على المسائل المستعصية عند الإغريق، مثل تضعيف المكعب، ومحاولة تثليث الزاوية، وتربيع الدائرة.
- كتاب فاخر بالحساب استعمل فيه الحروف الأبجدية بدلاً من الأرقام العربية.
- كتاب حساب اليد.
- كتاب زيج الوادي وهو كتاب فريد من نوعه، ويحتوي على كثير مما رصده في مرصده المشهور في بغداد.

وتخليدا لذكراه أطلق اسمه على فوهة بركانية بفوهة أبي الوفاء.

## روابط خارجية
- أبو الوفاء البوزجاني على موقع الموسوعة البريطانية (الإنجليزية)
- أبو الوفاء البوزجاني على موقع الموسوعة البريطانية (الإنجليزية)